# Валдемс
Валдемс (њем. Waldems) општина је у њемачкој савезној држави Хесен. Једно је од 17 општинских средишта округа Рајнгау-Таунус. Према процјени из 2010. у општини је живјело 5.575 становника. Посједује регионалну шифру (AGS) 6439016.

## Географски и демографски подаци
Валдемс се налази у савезној држави Хесен у округу Рајнгау-Таунус. Општина се налази на надморској висини од 398 метара. Површина општине износи 36,7 km². У самом мјесту је, према процјени из 2010. године, живјело 5.575 становника. Просјечна густина становништва износи 152 становника/km².

## Међународна сарадња
| Мјесто | Држава    | Врста сарадње | Од    |
| ------ | --------- | ------------- | ----- |
| Сиксо  | Мађарска  | пријатељство  | 2000. |
|        | Француска | партнерство   | 1982. |
| Извор  |           |               |       |